# Косуги (посёлок)
Косуги (яп. 小杉町 Косуги-мати) — посёлок, входивший в состав уезда Имидзу Тояма, Япония.
По данным 2005 года, население поселка составляло около 32 856 человек плотностью 797,1 чел. на км². Общая площадь — 41,22 км².
1 ноября 2005 Косуги, а также другие населенные пункты уезда Имидзу слились с городом Симминато, образовав новый город Имидзу.